# Wybory parlamentarne w Danii w 1957 roku
Wybory parlamentarne w Danii w 1957 roku zostały przeprowadzone 14 maja 1957. Wybory wygrała lewicowa partia Socialdemokraterne, zdobywając 39,4% głosów, co dało partii 70 mandatów w 179-osobowym Folketingu. Frekwencja wynosiła 83,7%.
| Partia                      | % głosów | liczba mandatów |
| --------------------------- | -------- | --------------- |
| Socialdemokraterne          | 39,4%    | 70              |
| Venstre                     | 25,1%    | 45              |
| Konserwatywna Partia Ludowa | 16,6%    | 30              |
| Det Radikale Venstre        | 7,8%     | 14              |
| Partia Sprawiedliwości      | 5,3%     | 9               |
| Komunistyczna Partia Danii  | 3,1%     | 6               |
| Partia Niepodległości       | 2,3%     | -               |
| Partia Schelswigu           | 0,4%     | -               |
| Suma                        | 100%     | 179             |